# جيم هايز (لاعب كرة قاعدة)
جيم هايز (بالإنجليزية: Jim Hayes)‏ هو لاعب كرة قاعدة أمريكي، ولد في 11 فبراير 1913 في مونتيفالو في الولايات المتحدة، وتوفي في 27 نوفمبر 1993 في ديكاتور في الولايات المتحدة.

## وصلات خارجية
- جيم هايز على موقعبيزبول رفرنس.كوم (الدوري الرئيسي) (الإنجليزية)
- جيم هايز على موقعبيزبول رفرنس.كوم (الدوري الثانوي) (الإنجليزية)